# Victòria Melita del Regne Unit

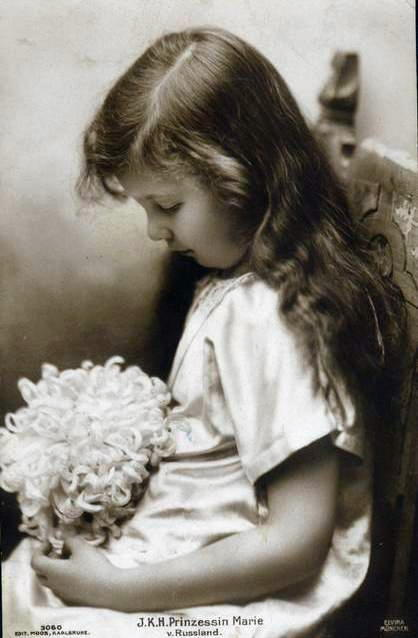
Victòria Melita del Regne Unit

Victòria Melita del Regne Unit, gran duquessa de Hessen-Darmstadt i de Rússia. (Malta 1876 - Canes 1936). Neta de la reina Victòria I del Regne Unit i del tsar Alexandre II de Rússia, d'ella descendeix l'actual cap de l'antiga casa imperial russa Maria de Rússia.

## Infància i adolescència
Va néixer el 25 de novembre de 1876 al Palau de Sant Antoni de La Valletta a Malta, segona filla idel príncep Alfred del Regne Unit i de la gran duquessa Maria de Rússia, ducs d'Edimburg. Era neta de la reina Victòria I del Regne Unit i del príncep Albert de Saxònia-Coburg Gotha per via paterna, i del tsar Alexandre II de Rússia i de la princesa Maria de Hessen-Darmstadt. Per naixement rebé el títol de princesa del Regne Unit, donat que era neta, per via paterna, d'un sobirà, amb el grau d'altesa reial.
Victòria visqué els seus primers anys a Malta mentre el seu pare era governador de l'illa que era una colònia britànica. Malgrat tot, l'any 1889 el pare, per renúncia del rei Eduard VII del Regne Unit va esdevenir hereu del seu oncle al ducat de Saxònia-Coburg i Gotha, la família dels Edimburg es va traslladar a viure a Coburg.

## Joventut
L'any 1891 Victòria Melita viatja amb la seva mare Maria de Rússia a Sant Petersburg pels funerals de la princesa Alexandra Georgievna de Grècia. Allà conegué al que seria l'amor de la seva vida, el gran duc Ciril de Rússia. Ciril era fill de Vladimir de Rússia i de Maria de Mecklenburg-Schwerin i net del tsar Alexandre II de Rússia i del gran duc Frederic Francesc II de Mecklenburg-Schwerin. Malgrat tot, la mare de Victòria Melira no estava disposada a permetre un casament dintre de la família imperial de Rússia d'una de les seves filles. Tot i així, l'any 1892 es tornaren a retrobar i secretament es van fer compromesos.

## Gran Duquessa de Hessen-Darmstadt
Després del casament de Maria del Regne Unit els esforços de la família dels Edimburg se centraren a buscar marit a la seva segona filla. La reina Victòria I del Regne Unit observà que la jove princesa tenia una magnífica relació i coincidència de gustos amb un altre net seu, el gran duc Ernest Lluís IV de Hessen-Darmstadt fill d'Alícia del Regne Unit. La mare de la jove estava entusiasmada amb un possible enllaç, ja que la seva mare era per naixement princesa de Hessen-Darmstadt. La parella de joves però es mostrava reticent al casament, mentre Victòria Melita estava enamorada i promesa amb el gran duc Ciril de Rússia i Ernest Lluís IV de Hessen-Darmstadt es mostrava poc interessat amb el gènere femení.
A causa de les pressions familiars els dos joves es casaren el gener de 1894 al castell d'Ehrenburg a Coburg. L'enllaç fou atès per la majoria de famílies reials europees. La parella s'establí a Darmstadt i tingueren dos fills:
- Elisabet de Hessen-Darmstadt, nascuda a Darmstadt el 1895 i morta a Polònia el 1903 a causa del tifus.

- Un fill que nasqué mort l'any 1900.

El matrimoni finalitzà l'any 1897 quan la jove gran duquessa, després de tornar d'un viatge a Romania enganxà al seu marit al llit amb un servent de palau i descobrí així que era homosexual. Tot i els esforços per recuperar el matrimoni, l'any 1901 es decidí divorciar. El divorci fou concedit per la Cort Suprema de Hessen-Darmstadt el 21 de desembre de 1901. Això va causar un gran escàndol a totes les corts europees. Després del divorci se'n va anar a viure a la casa de la seva mare a la riviera francesa.

## Gran duquessa de Rússia
La cort de Rússia s'escandalitzà pel divorci, no envà el gran duc Ernest Lluís IV de Hessen-Darmstadt era germà de la tsarina Alexandra F'dorova i decidí enviar al gran duc Ciril de Rússia a l'Extrem Orient de Sibèria com a exiliat. L'any 1905 fou declarat heroi de guerra després de sobreviure a un atac nipó durant la Guerra Russo-japonesa de 1905. A Ciril se li permeté tornar a Moscou i sortir de Rússia. Ràpidament marxà a Coburg on es casà amb la seva promesa de joventut sense la presència de la reialesa europea. El tsar Nicolau II de Rússia, influït per la seva esposa derogà el títol de gran duc i d'altesa reial al jove Ciril i l'expulsà de Rússia i de la marina.
La parella s'instal·la a París on comprà una casa als Camps Elisis. Tingueren tres fills:
- La gran duquessa Maria de Rússia, nascuda a París el 1907 i morta a Leiningen Alemanya el 1951. Es casà amb el príncep Carles de Leiningen, príncep de Leiningen.

- La gran duquessa Kyra de Rússia, nascuda a París el 1908 i morta a Büdingen Alemanya el 1967. Es casà amb el príncep hereu Frederic Guillem de Prússia.

- El gran duc Vladimir de Rússia nascut a Porvoo a Finlàndia el 1917 i mort a Madrid el 1992. Es casà amb la princesa georgiana Leònida Bragation.

L'any 1909 el tsar els va permetre la tornada a Rússia alhora que els va concedir els títols de grans ducs de Rússia amb el grau d'altesa imperial. El canvi del tsar es produïa per diferents motius, la salut dels tsarevítx Aleix de Rússia, que patia hemofília, el preocupava. Molts monarques i parents seus no entenien l'actitud vers els grans ducs Ciril i Victòria Melita, entre ells el rei Eduard VII del Regne Unit. El germà del tsar, el gran duc i després tsar per un dia Miquel II de Rússia s'havia casat morganàticament. Per tots aquests motius, i preocupat per la successió i la continuïtat de la dinastia, reconsiderà la seva posició vers la parella i els permeté retornar a Rússia.
Instal·lats a Rússia portaren una vida còmoda fins a l'any 1917. La revolució de febrer els expulsà de Rússia i emigraren a Finlàndia a través del Golf de Càrelia. Aquest fet els salvà d'una mort segura. Moltes eren les llegendes que corrien per Europa sobre la salvació dels dos grans ducs, la més impressionant era la que deia que els grans ducs havien creuat el golf de Carèlia nevat mentre el gran duc portava en braços la gran duquessa embarassada. Tot i així, la realitat era que havien aconseguit un salvaconducte del govern de Kerensky que els permeté escapar-se de Rússia i emigrar a Finlàndia.
S'allotjaren primer a Finlàndia, després a Coburg i a Múnic i finalment a la Costa Blava. L'any 1924 el gran duc Ciril de Rússia esdevé cap de la casa imperial de Rússia i s'autoproclama emperador de totes les rússies, és a dir, tsar.
La parella vivia a Canes els últims anys de la seva vida i va realitzar nombroses visites a Alemanya on la gran duquessa Victòria Melita s'interessà enormement pel moviment nacionalsocialista.
Morí a Canes d'un atac de cor després de saber que el seu espòs li era infidel des de feia anys.